# One of the Boys (Gretchen Wilson)
One of the Boys è il terzo album discografico in studio della cantante country statunitense Gretchen Wilson, pubblicato nel 2007.

## Tracce
1. The Girl I Am – 3:30 (Dean Hall, Gretchen Wilson)
2. Come to Bed (duetto con John Rich) – 3:54 (John Rich, Vicky McGehee)
3. One of the Boys – 3:37 (George Teren, Rivers Rutherford, Wilson)
4. You Don't Have to Go Home – 3:19 (Rich, McGehee, Wilson)
5. Heaven Help Me – 3:24 (Teren, Rutherford, Wilson)
6. There's a Place in the Whiskey – 3:01 (Bobby L. Taylor, Del Gray, Shannon Lawson)
7. If You Want a Mother – 3:34 (Teren, Rutherford, Wilson)
8. Pain Killer – 3:42 (Hall, Wilson)
9. There Goes the Neighborhood – 2:57 (Rich, McGehee, Wilson)
10. Good Ole Boy – 2:53 (Rich, McGehee, Wilson)
11. To Tell You the Truth – 3:31 (Hall, Wilson)

## Classifiche
| Classifica (2007)           | Posizione massima |
| --------------------------- | ----------------- |
| Stati Uniti (Billboard 200) | 5                 |